# Vates luxuriosa
Vates luxuriosa är en bönsyrseart som beskrevs av Max Beier 1958. Vates luxuriosa ingår i släktet Vates och familjen Mantidae. Inga underarter finns listade i Catalogue of Life.